# Zapponeta
Zapponeta ist eine südostitalienische Gemeinde (comune) mit 3289 Einwohnern (Stand 31. Dezember 2023) in der Provinz Foggia in Apulien. Die Gemeinde liegt etwa 34 Kilometer östlich von Foggia an der Adriaküste. Zapponeta grenzt unmittelbar an die Provinz Barletta-Andria-Trani.

## Geschichte
Aus einer Ansiedlung unter dem Baron Michele Zezza ging die Siedlung Zapponeta hervor, die bis 1975 Teil der Nachbargemeinde Manfredonia war.

## Verkehr
Durch die Gemeinde führt die frühere Strada Statale 159 delle Saline (heute eine Provinzstraße) von Manfredonia nach Margherita di Savoia.